# Buerbach
Der Buerbach ist ein orografisch rechter Zufluss zum Prillenbach in Nordrhein-Westfalen. Der 4,3 km lange Bach entspringt  in der Bauerschaft Herrenstein der Stadt Drensteinfurt und mündet nach einem insgesamt nördlichen Lauf südöstlich von Drensteinfurt in den Prillenbach. 